# Sametoví vrazi
Sametoví vrazi je český film Jiřího Svobody z roku 2005, natočený na motivy známé polistopadové kauzy tzv. Orlických vrahů. Film má ahistorickou výpravu (z počátku 21. století), ačkoliv se odehrává na počátku 90. let 20. století (objevují se zde například monitory LCD, auta Škoda Octavia a Škoda Fabia, mobilní telefon , Audi TT atd.).

## Obsazení
| Michal Dlouhý      | Karel Hrubeš (Karel Kopáč)       |
| Jan Dolanský       | Ludvík Křížek (Ludvík Černý)     |
| Richard Krajčo     | Igor Chvalkovský (Aleš Katovský) |
| Jan Vondráček      | Petr Vychodil (Petr Chodounský)  |
| Lucie Benešová     | Irena Reinerová (Irena Meierová) |
| Dušan Urban        | Vladimír Rejsek (Vladimír Kuna)  |
| Alice Bendová      | Iveta, partnerka Karla           |
| Andrea Kulasová    | Věra Křížková                    |
| Zuzana Kocúriková  | Anna Včelová (Anna Medková)      |
| Pavel Řezníček     | Nazim Al Fargali                 |
| Gabriela Wilčková  | Božena Rejsková                  |
| Petr Motloch       | Charvát                          |
| Luboš Veselý       | mjr. Josef Hošek                 |
| Jiří Kodeš         | JUDr. Jaroslav Pouzar            |
| Svatopluk Schuller | nadporučík Pavlovič              |
| Jana Marková       | Vlasta Vychodilová               |
| Ivan Urbánek       | Jaroslav Reiner (Jaroslav Meier) |
| Tomáš Racek        | Lumír Ketner                     |
| Petr Borovský      | Vlasta Lorka (Vlastimil Hodr)    |
| Daniel Margolius   | Leorero Ameti (Leorent Lipoveci) |
| Petr Hanus         | ministr vnitra                   |
| Lukáš Hlavica      | doktor                           |